# Toujours le même bleu
 (mars 2013).
Albums de Dave
Dave
(1993) Classique
(1998)
Toujours le même bleu est le onzième album studio de Dave, sorti le 17 juin 1996 chez Versailles.

## Liste des titres
| 1.    | Boulevard des sans amour            | 3:04 |
| 2.    | Toujours le même bleu               | 3:35 |
| 3.    | Nomade                              | 3:30 |
| 4.    | La Main de l'ange                   | 4:31 |
| 5.    | Pardonne à l'homme qui t'aime       | 3:35 |
| 6.    | Les Amours blessés                  | 3:20 |
| 7.    | Ave Eva                             | 3:32 |
| 8.    | Soudain l'été dernier               | 2:59 |
| 9.    | Tom n'est pas fou                   | 3:39 |
| 10.   | Song for Charles                    | 4:03 |
| 11.   | Mon talisman                        | 3:48 |
| 12.   | Je voulais te dire que je t'attends | 4:31 |
| 44:07 |                                     |      |

## Crédits
- Basse : Christian Padovan, Léonard Raponi
- Batterie : Pierre Alain Dahan
- Guitare : Patrice Tison, Yann Benoist
- Clavier : Thierry Tamain
- Photos et Design pochette : Bruno Ducourant